# Włodzimierz Garbolewski

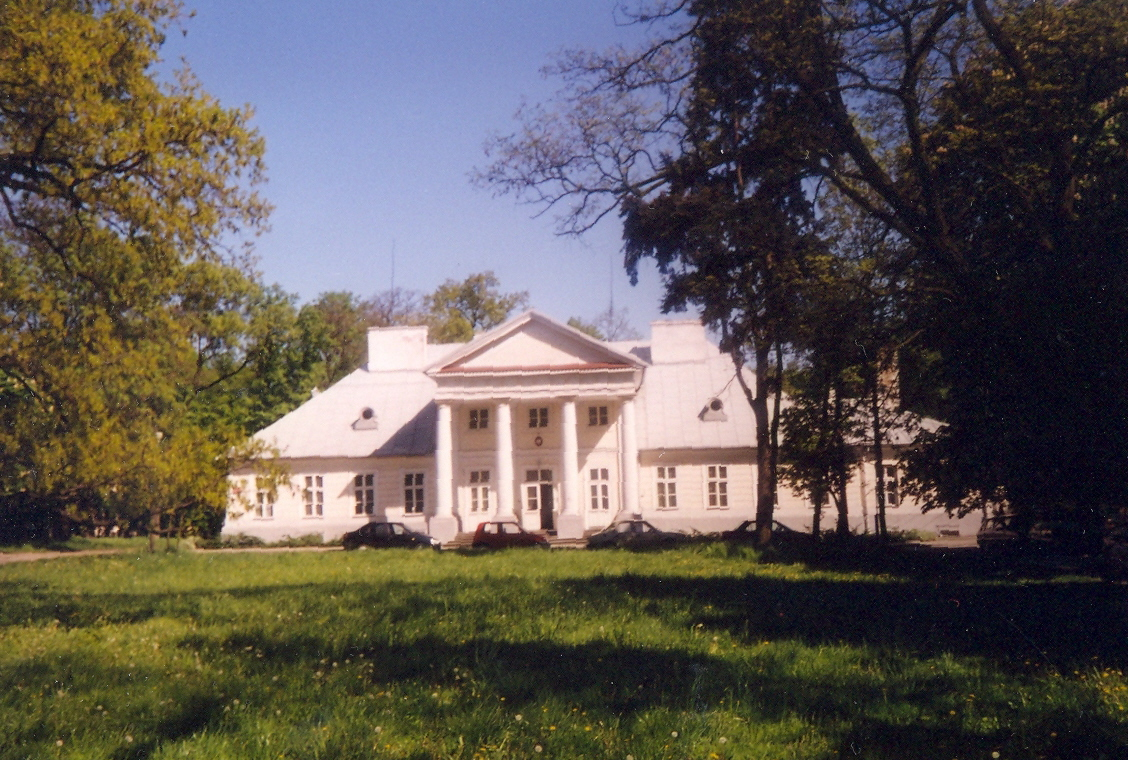
Sochaczew − dwór Garbolewskich w Czerwonce

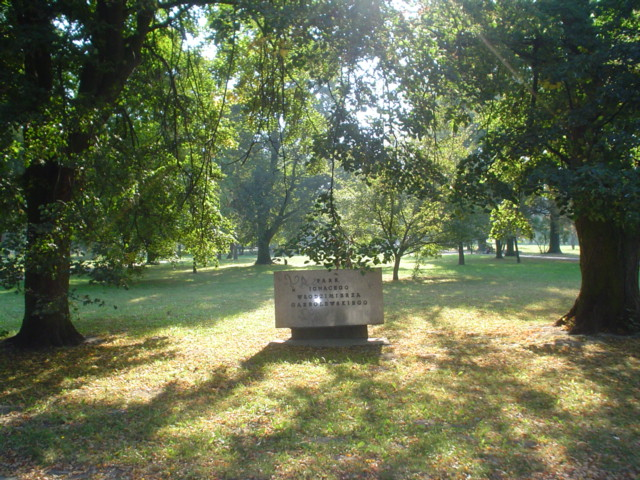
Sochaczew − Park im. Włodzimierza Ignacego Garbolewskiego

Włodzimierz Ignacy Garbolewski, syn Leonarda Garbolewskiego (ur. 1878 w Czerwonce koło Sochaczewa, zm. 1933) − dziedzic dóbr czerwonkowskich, pierwszy starosta sochaczewski w odrodzonej Polsce. 
Jako działacz Narodowej Demokracji wspierał polską inicjatywę gospodarczą i dobre wykształcenie młodzieży. Udzielał rzemieślnikom pożyczek i sprzedawał place po preferencyjnych cenach z zastrzeżeniem możliwości odsprzedania ich wyłącznie w polskie ręce. Ofiarował place pod budowę sochaczewskich szkół: Szkoły Rzemieślniczej przy ul. Józefa Piłsudskiego (tzw. "Osiemdziesiątka"), Gimnazjum Powiatowego (dzisiejsze Liceum Ogólnokształcące) oraz Szkół Powszechnych przy ul. Ryszarda Kaczorowskiego. Wydzielił również plac pod budowę stadionu miejskiego przy ul. Warszawskiej. 
Włodzimierz Garbolewski wraz z małżonką, Haliną Garbolewską z Grzybowskich (1883−1969), byli aktywnymi działaczami sochaczewskiej Sodalicji Mariańskiej i Ligi Katolickiej. Hojnie wspierali ubogich w ramach działalności parafii św. Wawrzyńca. Ofiarowali również teren powiększający sochaczewski cmentarz parafialny przy ul. Romualda Tragutta, gdzie zostali pochowani w rodzinnej mogile.
Park podworski u zbiegu ulic Józefa Piłsudskiego i Bartosza Głowackiego uczczono imieniem Ignacego Włodzimierza Garbolewskiego.    